# FC Iskra-Stali Rîbnița
Iskra-Stali Rîbnița este un club de fotbal din Rîbnița, Republica Moldova. Echipa a evoluat în Divizia Națională timp de mai multe sezoane consecutiv, după care s-a retras din campionat. Echipa își găzduiește adversarii pe Stadionul Orășenesc din Rîbnița, ce are o capacitate de aproximativ 4500 locuri.

## Istorie
Echipa de fotbal Iskra-Stali a fost fondată în anul 2005 prin unirea echipei de amatori Stali ce aparținea Uzinei Metalurgice din Rîbnița legitimată în campionatul Transnistriei cu echipa sportivă orășenească Iskra ce juca în Divizia A a Republicii Moldova. În ediția 2005-2006 FC Iskra-Stali ocupă locul 2 în Divizia A a campionatului Moldovenesc primind dreptul de a evolua în ediția următoare în Divizia Națională. Această performanță a avut loc sub conducerea antrenorului Vasilii Raiko.

### Divizia Națională
În 2006-2007 Iskra-Stali debutează în Divizia Națională unde ocupă locul 9 din 10 participante.

 În 2007-2008 Iskra-Stali ocupă locul 6 în Divizia Națională din 11 participante.

 În 2008-2009 Iskra-Stali ocupă locul 3 în Divizia Națională și aduce la Rîbnița pentru prima dată bronza campionatului Moldovenesc. Asta îi permite clubului din Rîbnița să reprezinte Moldova în Europa League . În acest sezon 3 jucători din lotul Iskrei-Stali erau convocați în Naționala Moldovei. E vorba de Serghei Alexeev, Vitalie Manoliu și Artur Ioniță.

 În 2009-2010 Iskra-Stali ocupă locul 2  în Divizia Națională și primește pentru a doua oară în istorie dreptul de a evolua în Europa League .

### Europa League
| Sezon   | Rundă | Gazdă       | Scor | Oaspete     |
| ------- | ----- | ----------- | ---- | ----------- |
| 2009-10 | 2     | Cerno More  | 1-0  | Iskra-Stali |
|         | 2     | Iskra-Stali | 0-3  | Cerno More  |
| 2010–11 | 2     | IF Elfsborg | 2-1  | Iskra-Stali |
|         | 2     | Iskra-Stali | 0-1  | IF Elfsborg |

### Palmares
- Medaliile de bronz: 2008/2009
- Medaliile de argint: 2009/2010
- Deținătoarea Cupei Moldovei: 2010/2011

## Lotul sezonului 2009-2010
| Nr. |                   | Poziție | Jucător             |
| --- | ----------------- | ------- | ------------------- |
| 1   | Republica Moldova | P       | Anatoli Chebotariu  |
| 4   | Republica Moldova | F       | Vadim Kravchesku    |
| 7   | Republica Moldova | A       | Petar Stinga        |
| 8   | Republica Moldova | M       | Yuri Osipenko       |
| 9   | România           | F       | Bogdan Hauși        |
| 10  | Republica Moldova | M       | Nikolay Rudak       |
| 13  | Republica Moldova | M       | Aleksandar Tofan    |
| 14  | Republica Moldova | A       | Vitalie Manaliu     |
| 15  | Ucraina           | A       | Vladimir Kilikevich |

| Nr. |                   | Poziție | Jucător              |
| --- | ----------------- | ------- | -------------------- |
| 16  | Republica Moldova | F       | Oktavian Onofrey     |
| 17  | Ucraina           | F       | Oleksandr Feshchenko |
| 18  | Ucraina           | F       | Oleg Jurka           |
| 19  | Ucraina           | M       | Aleksandar Stakhiv   |
| 20  | Republica Moldova | M       | Yuri Romanyuk        |
| 21  | Republica Moldova | M       | Andrey Burkovski     |
| 22  | Republica Moldova | M       | Vladimir Sevenciuc   |
| 23  | Republica Moldova | M       | Igor Pikus           |
| 25  | Republica Moldova | A       | Genady Okinka        |

## Jucători remarcabili
- Anatol Cebotari
- Nicolae Josan
- Alexandru Popovici
- Serghei Alexeev
- Artur Ioniță
- Vitalie Manoliu